# Ruby on Rails
Ruby on Rails (RoR sau Rails), este o platformă de dezvoltare web pentru limbajul de programare Ruby care facilitează construirea de aplicații web într-un mod mai accelerat.

## Istorie
Ruby on Rails a fost extrasă de către David Heinemeier Hansson din lucrarea sa Basecamp, o unealtă pentru facilitarea management-ului de proiecte. Heinemeier Hansson a lansat Rails pentru prima dată ca software cu sursa deschisă în iulie 2004, însă nu a deschis drepturile de contribuire la proiect decât în februarie 2005. În august 2006 platforma a atins un punct important când Apple a anunțat că Ruby On Rails va fi distribuit împreuna cu Mac OS v. 10.5 Leopard, lansat în octombrie 2007.

## Sumar tehnologic
La fel ca multe alte platforme de dezvoltare web, Rails folosește arhitectura Model-View-Controller (MVC) în organizarea programării aplicației.
Ruby on Rails include unelte care simplifică procedurile de dezvoltare, cum ar fi "scheletarea" care poate construi automat undele din modelele și vizualizările necesare pentru a construi o pagină web simplă. Ele includ, de asemenea, WEBrick, un server web, și Rake, un sistem pentru construire și desfășurare. Împreună, aceste unelte creează un mediu simplu de dezvoltare.
Ruby on Rails se bazează pe un server web pentru a rula. Mongrel a fost soluția preferată față de WEBrick în momentul în care sistemul a fost creat, însă poate fi rulat și de către Lighthttpd, Abyss, Apache (fie ca modula - Passenger de exemplu - sau prin metoda CGI, FastCGI sau mod_ruby), și multe altele. Începând cu 2008, serverul web Passenger a înlocuit Mongrel ca și cel mai folosit server web. În perioada recentă, serverul web Unicorn a devenit favorit în desfășurările noi.
Rails este de asemenea cunoscut pentru folosirea extensivă a bibliotecilor de JavaScript Protoype și Script.aculo.us pentru AJAX. Rails de asemenea a folosit inițial "lightweight SOAP" pentru serviciile web, acesta fiind înlocuit ulterior de serviciile web RESTful.
Odată cu versiunea 2.0, Ruby on Rails oferă din start ambele HTML și XML ca și formatare a randamentului. Cea din urmă este posibilă datorită serviciilor web RESTful. Versiunea 3.0 care urmează să fie lansată va avea ca cerință utilizarea Ruby versiunea 1.8.7 pentru a funcționa.

## Structura arhitectura
Ruby on Rails este separat în mai multe pachete, anume ActiveRecord (un sistem de legare tip relație-obiect pentru accesul la baze de date), ActiveResource (facilitează servicii web), ActionPack, ActiveSupport și ActionMailer. Înainte de versiunea 2.0, Rails includea de asemenea pachetul "Action Web Service" care a fost înlocuit de ActiveResource. Pe lângă pachetele standard, dezvoltatorii pot crea plug-in-uri pentru extinderea pachetelor existente.

## Filozofie și design
Ruby On Rails dorește să sublinieze Convention over Configuration (CoC), și principiul de dezvoltare rapidă a Don't Repeat Yourself (DRY).